# Incubatie (tempelslaap)
Incubatie (van het Latijn incubatio, Grieks ἐγκοίμησις) is een technische term die in de antieke godsdienstgeschiedenis gebruikt wordt voor het begrip tempelslaap. Dit was een ritueel waarbij zieken of andere hulpbehoevenden te slapen werden gelegd in een heiligdom dat aan een genezende godheid gewijd was.
De patiënten brachten op deze manier de nacht door – vaak liggend op de huiden van pas geofferde slachtdieren – met de bedoeling een droomvisioen te krijgen, waarin de aangeroepen godheid aanwijzingen zou geven omtrent de te gebruiken geneeswijze of geneesmiddelen. In principe werd de incubatie voorafgegaan door ritueel vasten, reinigingsriten en offers, en achteraf gevolgd door plengoffers en het schenken van ex voto's.
In de oudste tijden werd de incubatie vooral toegepast in de heiligdommen van chtonische godheden zoals Gaea en Hades, en van bepaalde heroën als Amphiaraüs, maar sinds de 5e eeuw v.Chr. voornamelijk in de heiligdommen van de genezende god Asclepius, onder meer te Epidaurus, Trikè, Pergamum, Cos en Rome. In de hellenistische tijd en daarna kwam incubatie ook voor in de tempels van Isis en Serapis.
Uit Epidaurus, waar zelfs speciale lighallen voor de patiënten waren gebouwd, zijn – in de vorm van inscripties (iamata) – vele verslagen van miraculeuze genezingen door incubatie bewaard gebleven.
Het christendom heeft de tempelslaap gechristianiseerd, waarbij heiligen en martelaren de rol van goden overnamen, tempels door kerken en kloosters werden vervangen, maar de inhoud hetzelfde bleef, namelijk het verkrijgen van genezing door aanroeping van God, heiligen, martelaren en engelen.

## Niet te verwarren
Dit artikel gaat over het antieke gebruik van de tempelslaap, en heeft niets te maken met de Incubus (demon).